# Courtella sylviae
Courtella sylviae är en stekelart som beskrevs av Wiebes 1986. Courtella sylviae ingår i släktet Courtella och familjen fikonsteklar.
Artens utbredningsområde är Gabon. Inga underarter finns listade i Catalogue of Life.